# Bruno Vattovaz
Bruno Vattovaz, né le 20 février 1912 à Capodistria, mort le 5 octobre 1943, est un rameur italien.
En tant que barreur, il remporte la médaille d'argent du quatre avec barreur lors des Jeux olympiques de 1932 à Los Angeles.
Il appartenait à la société nautique Libertas Capodistria (créée en 1888).